# Мужская сборная Таиланда по софтболу
Мужская национальная сборная Таиланда по софтболу — представляет Таиланд на международных софтбольных соревнованиях. Управляющей организацией является Ассоциация софтбола Таиланда (англ. Softball Association of Thailand).

## Результаты выступлений

### Чемпионаты Азии
| Год       | Победы         | Поражения      | Место          |
| --------- | -------------- | -------------- | -------------- |
| 1968—1974 | не участвовали | не участвовали | не участвовали |
| 1985      |                |                | 8              |
| 1990      | не участвовали | не участвовали | не участвовали |
| 1994      |                |                | 5              |
| 1998      | не участвовали | не участвовали | не участвовали |
| 2003      |                |                | 6              |
| 2006      |                |                | 5              |
| 2012—2014 | не участвовали | не участвовали | не участвовали |
| 2018      | 2              | 6              | 6              |
| 2022      | 1              | 3              | 6              |